# Crni ribiz
Crni ribiz (lat. Ribes nigrum) vrsta je bobičastog voća koja pripada rodu Ribes. Ima plod u obliku grozda i raste na velikom grmu. 
Raste u Srednjoj i Sjevernoj Europi te Sjevernoj Aziji. To je grm srednje veličine koji može narasti i do 1,5 m visine. Ima jednostavne nazubljene listove i male crvenkaste cvjetove s pet latica. Plodovi su crne i tamno ljubičaste boje, imaju sjajnu kožicu i sadrže nekoliko sjemenki. Sazrijevaju preko ljeta.
Plod crnoga ribiza ima veliku hranjivu, terapeutsku i tehnološku vrijednost, a naročito je bogat sadržajem vitamina C i antocijana. Odlikuje se specifičnim mirisom. Sadrži puno šećera, bjelančevina, mineralnih supstanci i tanina. Crni ribiz posve je sigurna i netoksična biljka za čiju upotrebu ne postoje ograničenja i upozorenja. Plod se koristi za jelo u svježem stanju te služi za izradu raznih prerađevina kao što su: sokovi, džemovi, želei, marmelade, sirupi, u konditorskoj industriji kao dodaci u izradi bombona, čokolade, pudinga i dr.
U farmaceutskoj industriji koriste se i plod i list ribiza, posebno crnoga. Plod i njegove prerađevine potpomažu normalizaciji i stabiliziranju krvnog tla i anemije. Utvrđeno je da sok crnoga ribiza pomaže kod liječenja krvarenja desni i proširenih vena i da pozitivno utječe na povećanje razine koncentracije potrebne kod mnogih zanimanja i kod učenja.

## Galerija
- Grm crnoga ribiza
- Cvijet i list crnoga ribiza
- Kolač od crnoga ribiza
- Liker od crnoga ribiza